# A nie pamiętasz jak?
A nie pamiętasz jak? – singel polskiego kolektywu SB Maffija, promujący album studyjny, zatytułowany Hotel Maffija. Singel został wydany 3 czerwca 2020.
Nagranie uzyskało w Polsce certyfikat czterokrotnie platynowej płyty, przekraczając liczbę 200 tysięcy sprzedanych kopii.

## Geneza utworu i historia wydania
Utwór napisali i skomponowali Adrian Nowak, Adrian Połoński, Gibbo, Jan Pasula, Janusz Walczuk, Maciej Kacperczyk, Michał Matczak i Sebastian Czekaj.
Singel ukazał się w formacie digital download 3 czerwca 2020 w Polsce za pośrednictwem wytwórni płytowej SBM Label. Kompozycja została umieszczona na albumie studyjnym Hotel Maffija.

## Teledysk
Do utworu powstał teledysk, który udostępniono w dniu premiery singla za pośrednictwem serwisu YouTube.

## Lista utworów
- Digital download[7]

1. „A nie pamiętasz jak?” – 4:13

## Certyfikaty
| Kraj          | Certyfikat         | Sprzedaż |
| ------------- | ------------------ | -------- |
| Polska (ZPAV) | 4x platynowa płyta | 200 000+ |